# Parafia św. Michała Archanioła w Rudzińcu
Parafia Świętego Michała Archanioła w Rudzińcu jest rzymskokatolicką parafią dekanatu Ujazd Śląski diecezji opolskiej. Parafia została utworzona w 1936. Mieści się przy ulicy Lipowej. Prowadzą ją księża diecezjalni.